# Adolfo Horta
Adolfo Horta Martínez (San Lorenzo, 3 oktober 1957 – Camagüey, 28 november 2016) was een bokser uit Cuba. 

## Loopbaan
Namens zijn vaderland won hij de zilveren medaille bij de Olympische Spelen van 1980 in Moskou. In de finale van de gewichtsklasse tot 57 kilogram (vedergewicht) verloor hij op punten (4-1) van de Oost-Duitser Rudi Fink. Horta won daarnaast tweemaal de gouden medaille bij de Pan-Amerikaanse Spelen en driemaal de wereldtitel bij de amateurs.
Adolfo Horta stierf op 59-jarige leeftijd in een ziekenhuis in Camagüey, nadat hij enkele dagen eerder opgenomen was na een beroerte.

## Erelijst

### Olympische Spelen
- 1980 in Moskou, Sovjet-Unie (– 57 kg)

### Wereldkampioenschappen
- 1978 in Belgrado, Joegoslavië (– 54 kg)
- 1982 in München, West-Duitsland (– 57 kg)
- 1986 in Reno, Verenigde Staten (– 60 kg)

### Pan-Amerikaanse Spelen
- 1979 in San Juan, Puerto Rico (– 60 kg)
- 1983 in Caracas, Venezuela (– 57 kg)